# Nova Resende
Nova Resende är en kommun i Brasilien.   Den ligger i delstaten Minas Gerais, i den sydöstra delen av landet, 600 km söder om huvudstaden Brasília. Antalet invånare är 15 373.
Omgivningarna runt Nova Resende är huvudsakligen savann. Runt Nova Resende är det ganska glesbefolkat, med 43 invånare per kvadratkilometer.